# Pacyfikał

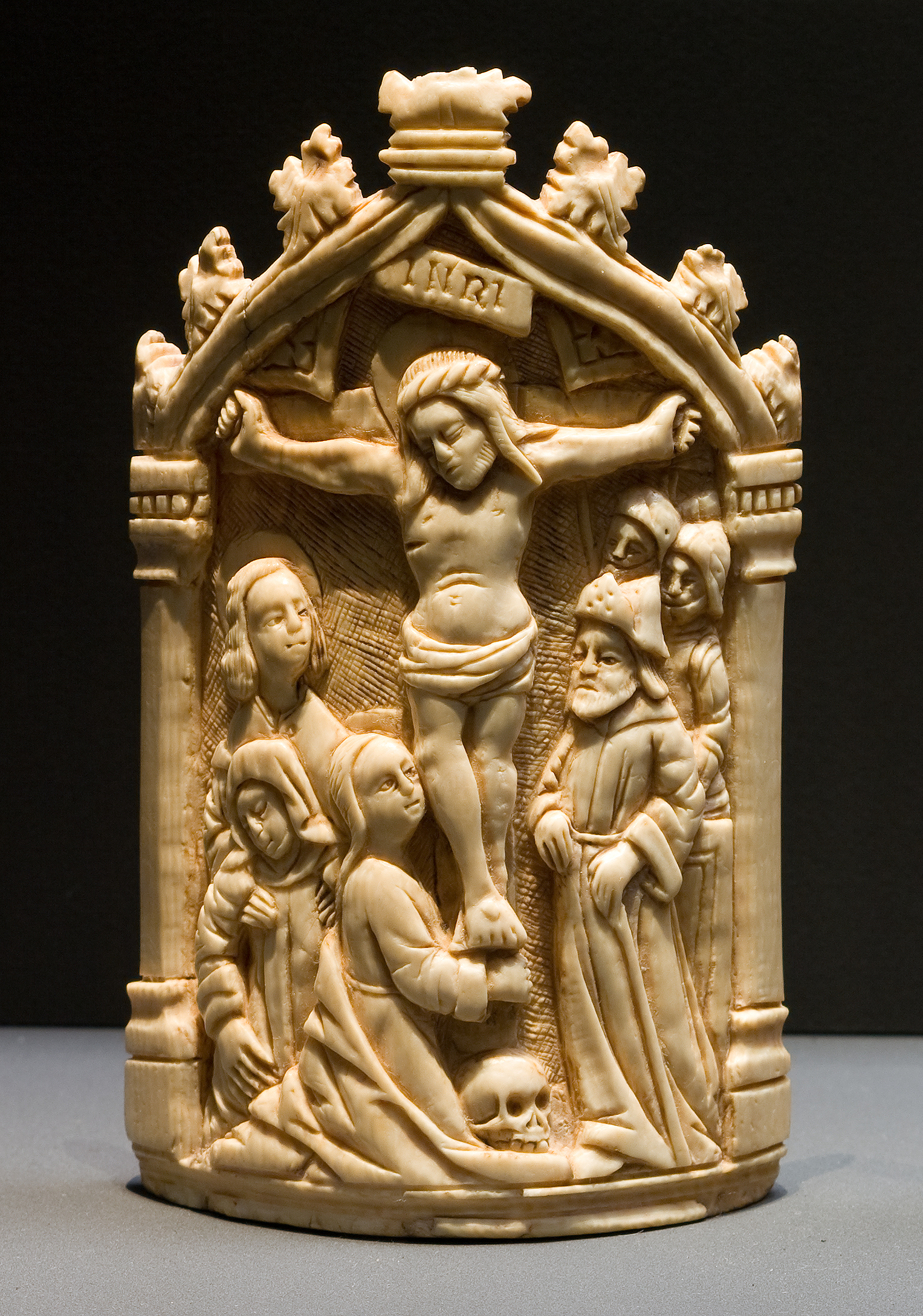
Pacyfikał z początku XVI wieku

Pacyfikał (z łac. pacificale, od pacificus – pokój czyniący) – dawny sprzęt liturgiczny w Kościele katolickim.
Pacyfikał wprowadzono jako namiastkę pocałunku pokoju - przekazywanego wśród duchowieństwa podczas odprawiania mszy - początkowo w formie prostokątnej lub owalnej tabliczki ze stopką, bez relikwii, którą podawano wiernym do ucałowania.  
Sprzęty te, bogato zdobione, dawniej stały w zakrystii nakryte pelerynką w odpowiednim kolorze liturgicznym, z ręczniczkiem do wycierania miejsca ucałowania.
Po XIII wieku pacyfikał przybrał kształt ośmiobocznej tarczy, krzyża lub monstrancji, z pojemnikiem na relikwie na awersie, stał się relikwiarzem podawanym wiernym do ucałowania.